# Білусяк Андрій Михайлович
Андрій Михайлович Білусяк (нар. 9 липня 1896, селище Ясіня, Австро-Угорщина, тепер Рахівського району Закарпатської області — 3 червня 1982, Рахівський район Закарпатської області) — український радянський діяч, голова виконавчого комітету Рахівської окружної ради депутатів трудящих Закарпатської області. Депутат Верховної Ради УРСР 2-го скликання.

## Біографія
Народився 9 липня 1896 (за іншими даними — 1898) року в родині селянина-лісоруба. Закінчив вісім класів народної школи в селі Ясіні. Після закінчення школи працював лісорубом лісового управління у селі Ясіні.
Учасник Першої світової війни, воював у складі австро-угорської армії. Після поранення повернувся додому, працював лісорубом.
Член Комуністичної партії Чехословаччини (КПЧ) з 1922 року.
У 1922 році організував страйк лісорубів Ясінянського лісового управління, за що притягався до суду в місті Кошице. У 1927 році обирався до сільського представництва села Ясіні. За рішенням ЦК КПЧ був направлений до СРСР на навчання до радянської партійної школи. Повернувшись на Закарпаття, працював лісорубом, організовував страйки. Під час угорської окупації перебував під суворим поліцейським наглядом.
У жовтні 1944—1946 р. — голова народного комітету села Ясіня Рахівського округу та, одночасно, заступник голови Рахівського окружного народного комітету. У 1946—1947 р. — голова виконавчого комітету сільської ради села Ясіня Рахівської округи Закарпатської області. Член ВКП(б) з 1944 року.
У 1947—1959 р. — заступник голови та голова виконавчого комітету Рахівської окружної ради депутатів трудящих Закарпатської області; заступник голови та голова правління колгоспу імені Борканюка у селі Ясіні; голова виконавчого комітету Ясінянської селищної ради Рахівського району Закарпатської області.
З 1959 року — на пенсії.

## Нагороди
- орден Знак Пошани (23.01.1948)
- медалі